# Cemile Giousouf
Cemile Giousouf, née le 5 mai 1978 à Leverkusen (Allemagne), est une femme politique allemande, membre de la CDU. Élue députée le 22 septembre 2013, elle est la première membre du parti de confession musulmane à siéger au Bundestag.

## Biographie

### Origines et études
Ses parents sont des Gastarbeiter turcs, qui émigrent en Allemagne dans les années 1970 ; ils vivaient auparavant en Grèce, en Thrace occidentale. Peu après sa naissance, Cemile Giousouf est envoyée chez son oncle en Grèce ; elle revient en Allemagne à l'âge de deux ans. Elle a un frère. À la maison, sa famille parle le turc comme le grec. Elle possède la double nationalité germano-grecque,.
Après avoir obtenu son Abitur (baccalauréat) à Leverkusen, Cemile Giousouf étudie les sciences politiques, les sciences sociales et les sciences islamiques à l'université de Bonn.

### Carrière professionnelle
En 2008, elle est employée comme conseillère du ministère des Générations, des Familles, des Femmes et de l'Intégration de la Rhénanie-du-Nord-Westphalie, sous la direction du ministre d'État, Armin Laschet. Elle est notamment chargée du dossier « Femmes et histoire de l'immigration ». À partir de 2009, elle est consultante au département de l'Intégration au ministère de l'Intégration et du Bien-être social du même Länder.

### Carrière politique
Au cours de ses années universitaires, Cemile Giousouf est active au sein du Forum germano-turc, une organisation subordonnée à l'Union chrétienne-démocrate (CDU). En 2008, elle est élue vice-présidente de la branche de la Rhénanie-du-Nord-Westphalie du parti, auquel elle est adhérente depuis 2004. Elle est également active dans plusieurs autres organisations locales de la CDU ainsi que dans la municipalité d'Aix-la-Chapelle. En 2011, elle intègre l'organisation fédérale de la CDU, où elle s'implique sur les sujets d'intégration. Le 30 juin 2012, elle est élue au conseil exécutif de la CDU en Rhénanie-du-Nord-Westphalie.
En 2013, la branche de la CDU à Hagen la désigne candidate pour élections fédérales qui se tiennent la même année. L'emportant lors de primaires internes, elle devient candidate pour la circonscription d'Ennepe-Ruhr-Kreis. Elle est élue députée et devient la première femme politique de confession musulmane de la CDU à siéger au Bundestag,,,.
Au Bundestag, elle est membre de la commission de l'Éducation, de la Recherche et de l'Évaluation des technologies. À ce titre, elle est rapporteur de son groupe parlementaire sur les bourses d'études financées par l'État et la validation des études et des diplômes étrangers.
Lors de la campagne des élections fédérales de 2017, alors que les tensions entre l'Allemagne et la Turquie sont grandissantes à mesure du durcissement du régime de Recep Tayyip Erdoğan, qui demande aux Turcs d'Allemagne de ne pas voter pour les candidats SPD, CDU et Verts, Cemile Giousouf fait partie des personnalités constatant un divorce entre la communauté turque et leur pays d'adoption. Elle déclare notamment : « Mes affiches sont régulièrement abîmées dans la rue », déplorant la radicalisation d'une frange de cet électorat. Elle n'est pas réélue députée.

## Source
- (en) Cet article est partiellement ou en totalité issu de l’article de Wikipédia en anglais intitulé « Cemile Giousouf » (voir la liste des auteurs).